# 坂口智康 (騎手)
坂口 智康（さかぐち ともやす、1990年12月16日 - ）は、日本中央競馬会（JRA）に所属する騎手。
美浦・尾形和幸厩舎所属。2024年2月29日までは調教助手。
なお、同じJRA所属で栗東トレーニングセンターに所属の調教師である坂口智康とは血縁関係が一切ない、同姓同名の別人である。新聞上の表記は、騎手側が「坂口智」で、調教師側が「坂口」と分かれている。

## 経歴
中学生で騎手を志すが、当時は受験資格が厳しく、裸眼の視力が足りなかったために断念。馬に携わる仕事をするために調教師を目指し、福岡県立八女工業高等学校1年時より乗馬を始め、馬術部の名門・専修大学に進学。副主将を務め全日本学生で団体3位に輝くなど活躍。2016年から美浦トレセンで勤務し、仙台育英高、中央大馬術部時代に全国制覇した「馬術の達人」尾形和幸調教師のもとで2020年から調教助手になる。調教師になる夢を持ち、日々業務に励みながら勉強を続けていた。
2021年に小牧太の息子で馬術競技のトップ選手として活躍していた小牧加矢太が障害専門の騎手試験を受験すると知り、JRAに問い合わせたところ、受験資格が緩和されたことが分かったが、募集期限に間に合わず、2022年に受験したが結果は体力不足で不合格。急に決まったことであまり準備ができていなかったため、勤務が終わって週3回乗馬苑に通い、個人トレーナーをつけて週4でジム通いを続ける。2024年度のJRA新規騎手免許試験に2度目の受験で障害免許に合格した。騎手経験がない調教助手からの騎手試験合格は、JRA史上初となる。また、騎手デビュー時点で大学卒業をしていた、いわゆる「学士」騎手は太宰義人、山内研二、橋口弘次郎（佐賀競馬から移籍）など極めて稀であり、競馬学校創設後では初となる。
2024年3月1日付で免許が交付され、美浦・尾形厩舎所属のまま騎手としてデビューする。自らのデビュー戦となる予定の3月3日小倉競馬第4競走の出馬投票が2月29日に行われ、坂口は尾形厩舎の調教助手として自らの騎乗予定馬の出馬投票を行うという珍事となった。初騎乗は予定通り3月3日小倉競馬第4競走の障害未勝利戦でトーセンアウローラの8着。
2024年5月19日、新潟競馬第4競走・障害未勝利戦で、スピアヘッドに騎乗し1着となり、初騎乗から20戦目でJRA初勝利を挙げる。同年9月14日の中京競馬第8競走・阪神ジャンプステークスで落馬して頭部・胸部の負傷と発表されたが、同16日に鎖骨や胸骨を骨折していることが判明。愛知県内の病院に入院しその後の療養を経て、その後11月16日の福島競馬第4競走・障害未勝利戦で復帰したが、その復帰初戦で再び落馬し福島市内の病院に搬送された。この時点でJRAより頭部の負傷と発表されたが、その後の検査の結果、頸椎捻挫で全治1～2週間と診断されたことを本人への取材で明らかになった。

## 騎乗成績
|             | 日付          | 競馬場・開催 | 競走名                 | 馬名               | 頭数 | 人気 | 着順 |
| ----------- | ------------- | ------------ | ---------------------- | ------------------ | ---- | ---- | ---- |
| 初出走      | 2024年3月3日  | 2回小倉8日4R | 障害4歳以上未勝利      | トーセンアウローラ | 12頭 | 6    | 8着  |
| 初勝利      | 2024年5月19日 | 1回新潟8日4R | 障害4歳以上未勝利      | スピアヘッド       | 14頭 | 3    | 1着  |
| 重賞初出走  | 2024年6月22日 | 3回東京7日8R | 東京ジャンプステークス | ロードトゥフェイム | 14頭 | 7    | 8着  |
| 重賞初勝利  |               |              |                        |                    |      |      |      |
| J・GI初出走 |               |              |                        |                    |      |      |      |